# Chiaki Yamada
Chiaki Yamada (født 2. august 1966) er en tidligere japansk fodboldspiller. Hun har tidligere spillet for Japans kvindefodboldlandshold.

## Japans fodboldlandshold
| Japans landshold | Japans landshold | Japans landshold |
| År               | Kmp              | Mål              |
| ---------------- | ---------------- | ---------------- |
| 1984             | 2                | 0                |
| 1985             | 0                | 0                |
| 1986             | 6                | 0                |
| 1987             | 4                | 1                |
| 1988             | 2                | 0                |
| 1989             | 7                | 2                |
| Total            | 21               | 3                |